# Тайван Пауър Къмпани ФК
Тайван Пауър Къмпани ФК (или просто Тайпауър ФК; на китайски: 高市台電); (на английски: Taiwan Power Company F.C.) е тайвански футболен клуб от град Каохсиунг.
Състезават се във висшата лига на Тайван. Мачовете си играят на „Националния стадион“ в Каохсиунг с капацитет 55 000 зрители.

## История
„Тайпауър е смятан за най-големия клуб от историческа гледна точка в страната. Основан през 1979 година зад него стои държавната енергийна компания „Тайван Пауър Къмпани“.
Тимът печели 10 поредни титли в периода (1994-2004) и общо 21 за цялото си съществувание. Той също така е и единствения тайвански клуб с трофей на международно ниво от 2011 година, когато печели „Президентската купа на АФК“.

## Успехи
- Тайванска Премиер лига:
  -  Сребърен медал (5): 2017, 2018, 2019, 2020, 2021
- Интерсити футболна лига:
  -  Шампион (6): 2008, 2010, 2011, 2012, 2014, 2015-16
- Ентърпрайз футболна лига:
  -  Шампион (15): 1987, 1990, 1992, 1994, 1995, 1996, 1997, 1998, 1999, 2000–01, 2001–02, 2002–03, 2004, 2007, 2008

## Международни
- Купа на президента на АФК:
  -  Шампион (1): 2011